# 北角駅
北角駅（ほっかくえき）は香港香港島東区にある、香港鉄路（MTR）港島線と将軍澳線の駅である。

## 歴史
- 1985年5月31日 - 港島線開通。
- 2001年9月27日 - 観塘線の鰂魚涌～北角間が開業し、当駅に接続。観塘線の終点となる。
- 2002年8月4日 - 北角～油塘間が将軍澳線として開通し、観塘線の駅から将軍澳線の駅となる。このため、観塘線の藍田駅～北角駅間は廃止された[注釈 1]。
- 2013年1月24日 - 3番線のホームドアがショートし火災が発生し、駅を一時閉鎖。ホームの一部が一部焼け焦げるものの、負傷者無し[1]。

## 駅構造
港島線堅尼地城方面行と将軍澳線当駅止まりホームが地下2階、港島線柴湾方面行と将軍澳線宝琳/康城方面行ホームが地下3階にある。いずれも島式ホーム形状のため、同一方向の乗り換えは同一ホームで可能となっている。ただし、同一階でもホーム間は離れており、ホームの中央に改札階へと結ぶ階段・エスカレーターやコンコースを設けた構造で、その部分と数本あるホーム間通路以外の場所ではホーム間の行き来はできない。
改札階は地下1階にあり、トイレは改札内にある。

### 駅階層

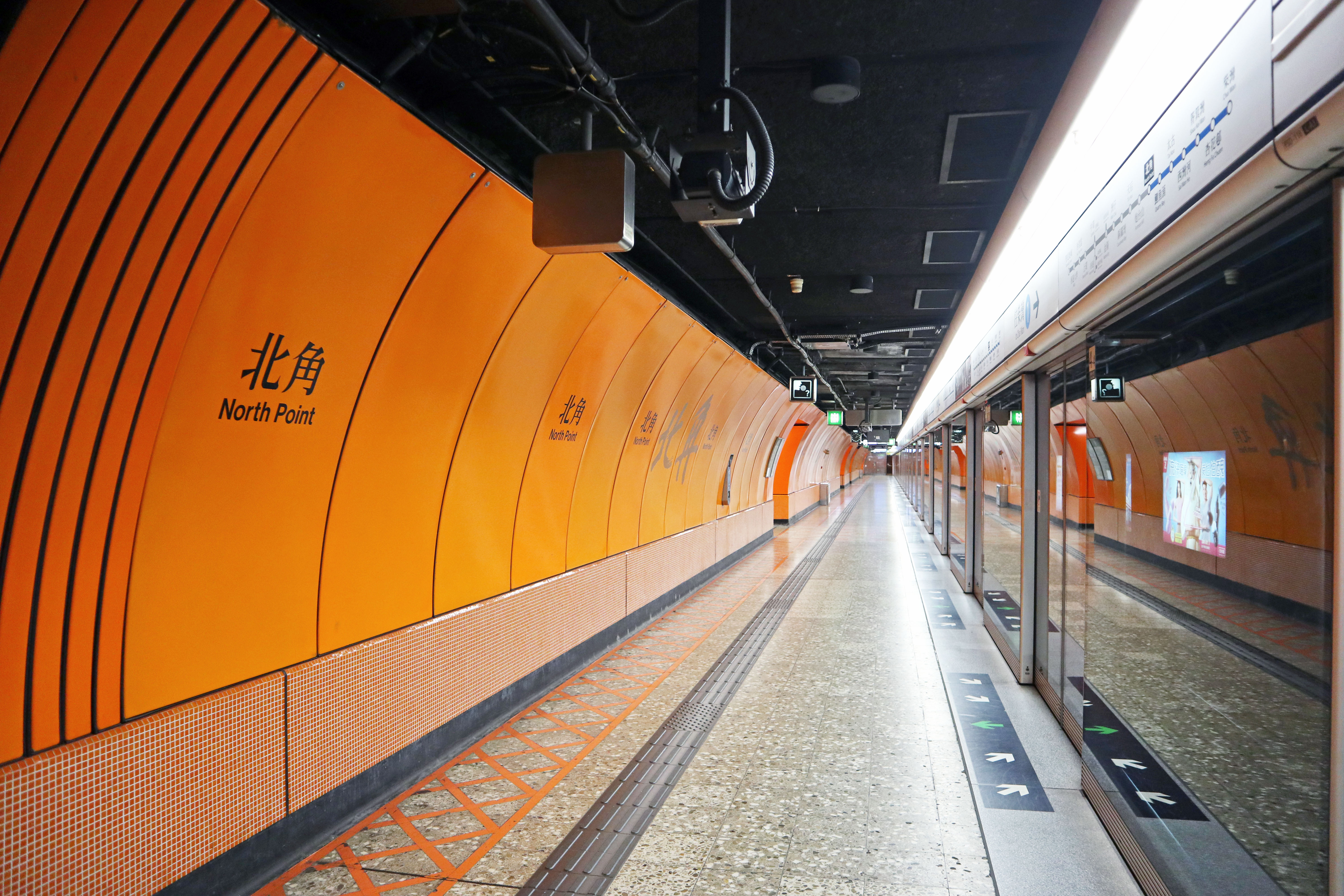
1番線
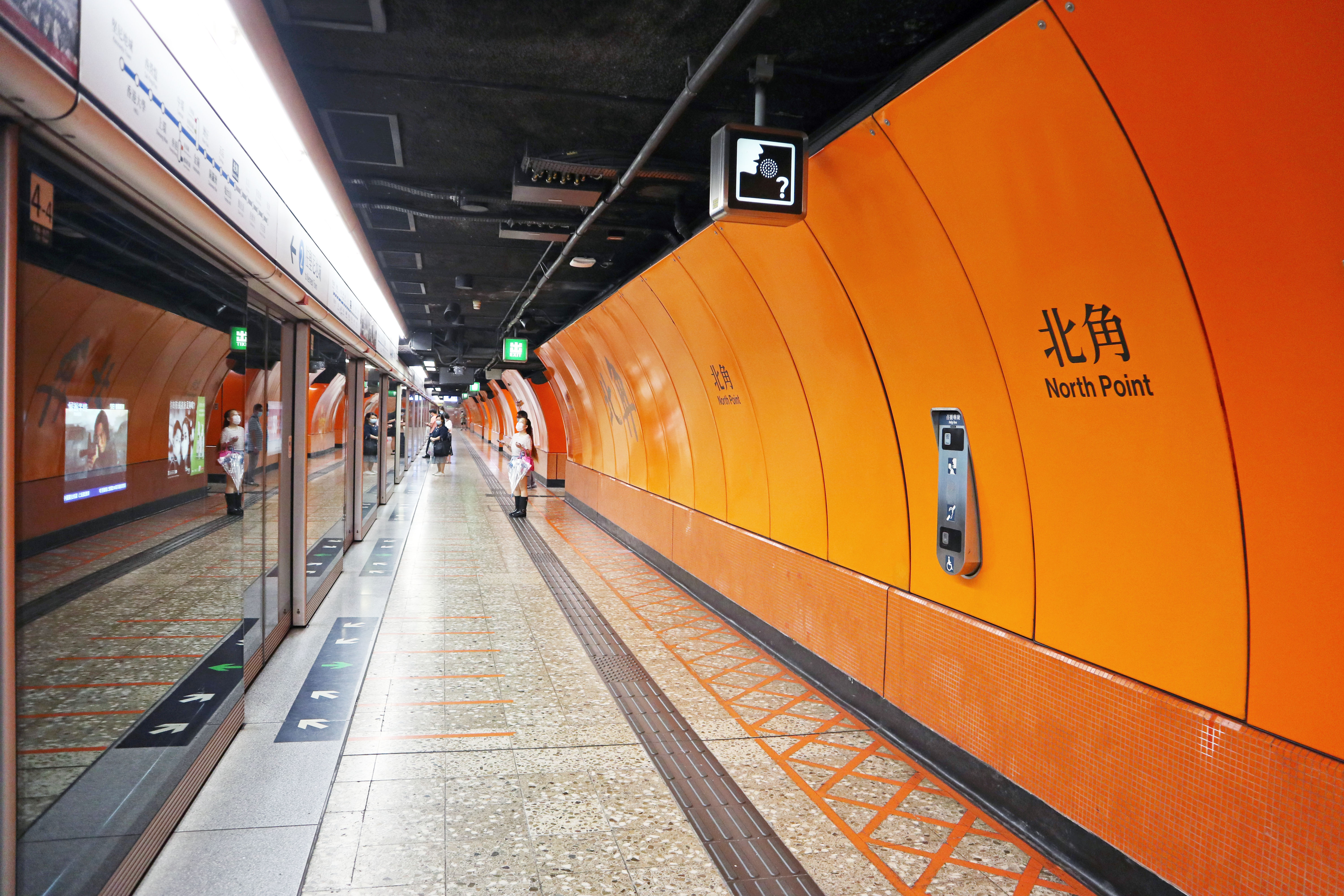
2番線
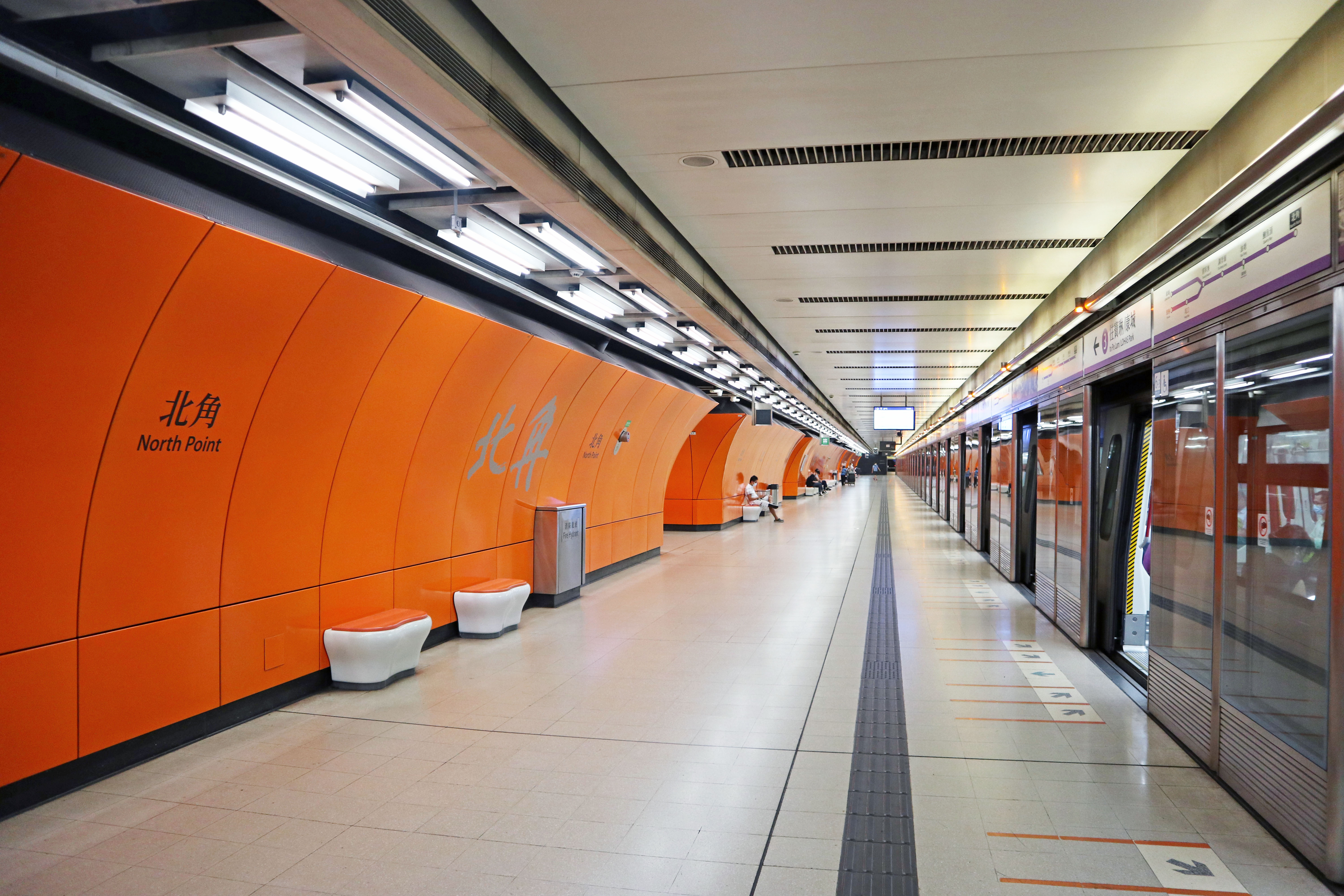
3番線
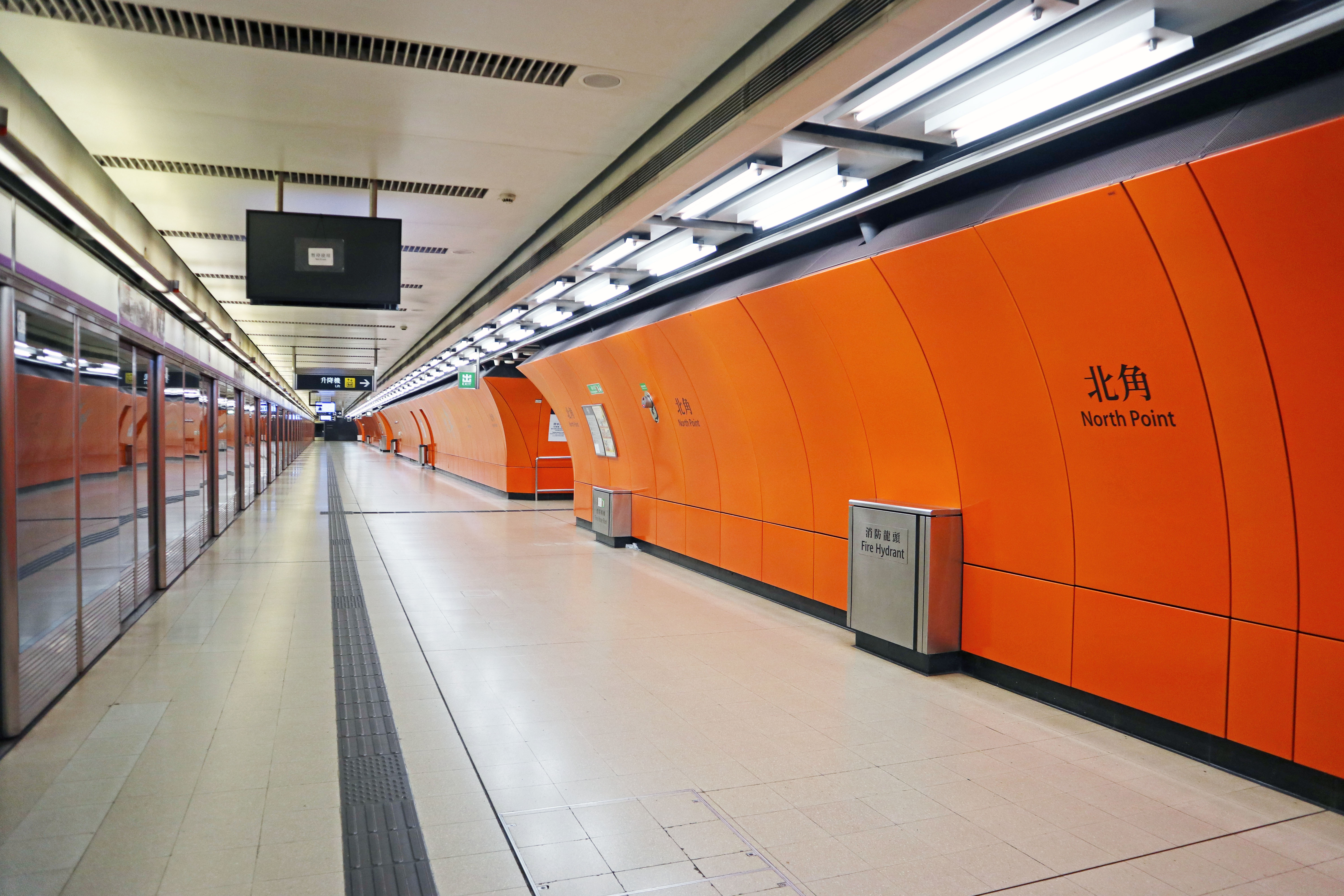
4番線
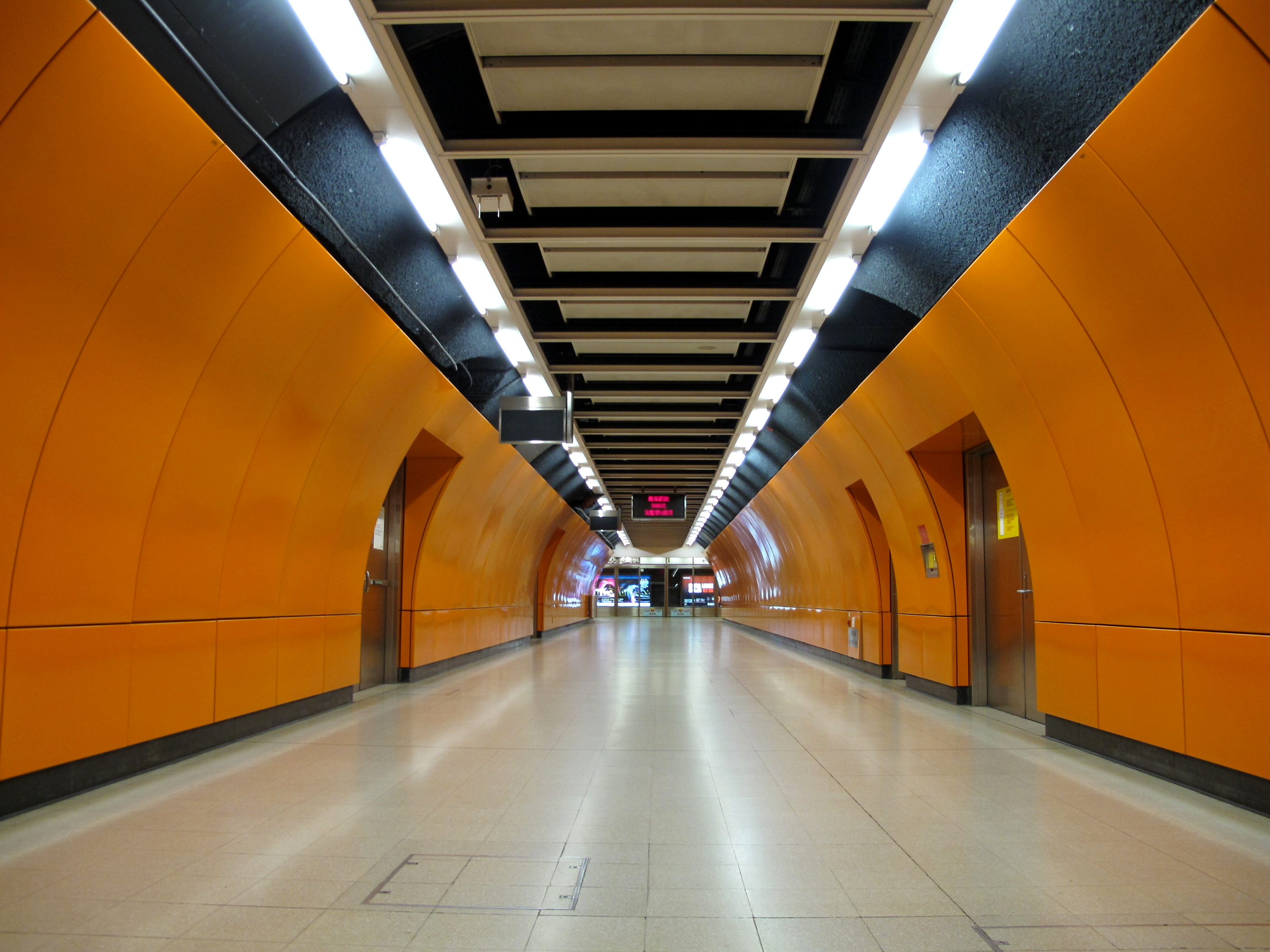
通路

| G 地面    | -                                                          | 出口                               |
| 閣樓      | 行人通道                                                   | 車站商店                           |
| 閣樓      | 行人通道                                                   | 行人通道前往各出口                 |
| L1 大堂   | 大堂                                                       | 客務中心、車站商店                 |
| L1 大堂   | 大堂                                                       | 自動販売機、自動照相機、自動櫃員機 |
| L1 大堂   | 大堂                                                       | 「e分鐘著數」機                    |
| L2 のりば | ❷番線                                                      | ←■港島線 堅尼地城方面              |
| L2 のりば | 島式ホーム 港島線左側のドアが開く 将軍澳線右側のドアが開く |                                    |
| L2 のりば | ❹番線                                                      | ←■将軍澳線 当駅どまり              |
| L3 のりば | ❶番線                                                      | ■港島線 柴湾方面→                  |
| L3 のりば | 島式ホーム 港島線右側のドアが開く 将軍澳線左側のドアが開く |                                    |
| L3 のりば | ❸番線                                                      | ■将軍澳線 宝琳/康城方面→           |

- 1番線
- 2番線
- 3番線
- 4番線
- 通路

### 駅構内店舗
- セブンイレブン
- サークルK
- 美心西餅（中国語版、広東語版）
- アローム・ベーカリー（中国語版、広東語版）（東海堂）

## 駅周辺
- 渣華道（中国語版、広東語版）
- 香港中国旅行社（中国語版、広東語版）
- 消費者委員会（中国語版、広東語版）
- 香港海関（中国語版、広東語版）
- イビス香港ノースポイント
- 渣華道市政大廈（中国語版、広東語版）
- 北角匯（中国語版）
- 北角碼頭（中国語版）
- 和富中心（中国語版、広東語版）
- 香港粤華酒店（中国語版）
- 敬基学校（中国語版）
- 春秧街（中国語版、広東語版）
- 馬宝道（中国語版、広東語版）
- 麗東軒（中国語版）
- 書局街（中国語版、広東語版）
- 職業安全健康局（中国語版）
- オックスファム
- 明愛社区書院（中国語版）
- 僑冠大廈（中国語版）
- 新都城大廈（中国語版）
- 新光戯院
- 華懋交易広場二期（中国語版）
- 香港大学専業進修学院（中国語版）
- 港運城（中国語版、広東語版）
- 琴行街（中国語版）
- 富雅花園（中国語版、広東語版）
- 雋悦（中国語版）
- 七姉妹道（中国語版）

## 隣の駅
香港鉄路
■港島線
炮台山駅 - 北角駅 - 鰂魚涌駅
■将軍澳線
銅鑼湾北駅 - 北角駅 - 鰂魚涌駅